# 山本佐和子
山本 佐和子（やまもと さわこ、? - 2020年5月）は、日本のアニメーター。
アニメアール第2スタジオに在籍後、村中博美らと共にスタジオ・ムーに移籍した。スタジオ・ムーでは西田亜沙子など若手を育て、その後フリーになった。現在までに数多くの作品の原画や作画監督、キャラクターデザインを担当している。また、メカも描けるアニメーターとして『ガサラキ』でメカ作画監督を担当した。
2020年5月に死去した。

## 作品リスト

### テレビアニメ
1983年
- 銀河漂流バイファム（-1984年、原画）

1985年
- 蒼き流星SPTレイズナー（-1986年、原画）

1986年
- 光の伝説（原画）

1987年
- シティーハンター（-1988年、原画）

1990年
- 勇者エクスカイザー（-1991年、作画監督）
- まじかる☆タルるートくん（-1992年、作画監督）

1991年
- 太陽の勇者ファイバード（-1992年、作画監督）

1992年
- ヤダモン（-1993年、原画）

1994年
- 勇者警察ジェイデッカー （-1995年、作画監督）

1996年
- YAT安心!宇宙旅行（-1998年、作画監督）

1997年
- EAT-MAN（原画）
- ネクスト戦記EHRGEIZ（原画）

1998年
- 吸血姫美夕（作画監督）
- ガサラキ（-1999年、メカ作画監督・原画）

1999年
- 仙界伝 封神演義（作画監督）
- 魔法使いTai!（作画監督）
- 今、そこにいる僕（-2000年、原画）

2000年
- 破壊魔定光（原画）
- マイアミ☆ガンズ（作画監督）

2001年
- サイボーグ009 THE CYBORG SOLDIER（-2002年、原画）

2002年
- シスター・プリンセス RePure（作画監督）

2003年
- D.C. 〜ダ・カーポ〜（作画監督）
- 鋼の錬金術師（-2004年、作画監督）

2004年
- GANTZ（作画監督）
- GIRLSブラボー first season（OP原画）
- ジパング（-2005年、原画）

2005年
- あまえないでよっ!!（作画監督）
- UG☆アルティメットガール （作画監督）
- いちご100%（原画）
- こいこい7（作画監督）
- ジンキ・エクステンド（メカ作画監督）
- フタコイ オルタナティブ （作画監督）
- 魔法先生ネギま!（作画監督・原画）
- シュガシュガルーン（-2006年、作画監督・原画）
- SoltyRei（-2006年、作画監督）
- CLUSTER EDGE（-2006年、作画監督）
- 地獄少女（-2006年、作画監督）

2006年
- 鍵姫物語 永久アリス輪舞曲（作画監督）
- あまえないでよっ!! 喝!! （作画監督）
- パンプキン・シザーズ （-2007年、作画監督）

2008年
- 純情ロマンチカ（作画監督・OP原画）
- BLUE DRAGON 天界の七竜（作画監督）
- S・A〜スペシャル・エー〜 （作画監督）
- 純情ロマンチカ2（作画監督・OP原画）

2009年
- PandoraHearts（OP原画）
- 花咲ける青少年（作画監督）
- ジャングル大帝 -勇気が未来をかえる-（原画）
- 生徒会の一存（作画監督）

2010年
- 伝説の勇者の伝説 （作画監督）
- スーパーロボット大戦OG -ジ・インスペクター-（メカニック作画監督）

2011年
- 俺たちに翼はない（原画）
- 世界一初恋（作画監督）
- Dororonえん魔くん メ〜ラめら （作画監督、2011年）
- 世界一初恋2（作画監督）

2012年
- しろくまカフェ（作画監督）
- 緋色の欠片（作画監督）
- 貧乏神が!（OP原画）
- だから僕は、Hができない。 （メインアニメーター、アクション・エフェクト作監）
- アルカナ・ファミリア -La storia della Arcana Famiglia-（作画監督）
- イナズマイレブンGO クロノ・ストーン（原画）
- 好きっていいなよ。（作画監督）

2015年
- おそ松さん（作画監督）

2018年
- 25歳の女子高生（キャラクターデザイン・総作画監督）

### 劇場アニメ
1992年
- アップフェルラント物語（原画）

1995年
- ルパン三世 くたばれ!ノストラダムス（原画）

1996年
- ルパン三世 DEAD OR ALIVE （原画、1996年）
- 劇場版 魔法陣グルグル （原画）
- トイレの花子さん（原画）

1997年
- 魔法学園LUNAR! 青い竜の秘密 ₋すっぽこ魔法作戦₋（原画）

2000年
- 劇場版デジモンアドベンチャー02 ディアボロモンの逆襲（原画）

2004年
- スチームボーイ（原画）

2006年
- 映画ドラえもん のび太の恐竜2006（原画）

2008年
- 映画ドラえもん のび太と緑の巨人伝（原画）

2012年
- 映画 プリキュアオールスターズNewStage みらいのともだち（原画）

2014年
- 映画 ハピネスチャージプリキュア! 人形の国のバレリーナ（原画）

### OVA
1985年
- ドリームハンター麗夢（原画）

1986年
- トゥインクルハート 銀河系までとどかない（キャラクターデザイン・作画監督）

1991年
- 機動戦士ガンダム0083 STARDUST MEMORY（-1992年、原画）

1992年
- 東京BABYLON（原画）
- うしおととら（-1993年、原画）

1996年
- Ninja者（原画）

1997年
- 新機動戦記ガンダムW Endless Waltz （原画）
- 沈黙の艦隊（原画）

1999年
- 倒凶十将伝（キャラクターデザイン・作画監督）

2001年
- KIZUNA -絆- 恋のから騒ぎ（キャラクターデザイン・作画監督・原画）

2002年
- 夜が来る!（-2003年、キャラクターデザイン・作画監督）
- Happy World!（-2003年、OP原画）

2003年
- 遙かなる時空の中で2-白き龍の神子- （原画）

2004年
- まかせてイルか!（原画）

2007年
- お金がないっ（キャラクターデザイン・作画監督）

2009年
- 超昂閃忍ハルカ（キャラクターデザイン・作画監督）
- DOGS/BULLETS&CARNAGE（原画）

2015年
- 麻呂の患者はガテン系（作画監督）